# Franz Bölsker
Franz Bölsker (* 26. Februar 1957 in Rütenbrock) ist ein deutscher Historiker.

## Leben
Er studierte von 1976 bis 1981 die Fächer Geschichte und Katholische Theologie für das Lehramt an Grund- und Hauptschulen in Osnabrück. Von 1981 bis 1986 war er Wissenschaftlicher Mitarbeiter im Fach Geschichte der Universität Osnabrück. Von 1986 bis 1992 lehrte er als Hochschulassistent im Institut für Geschichte und historische Landesforschung im Fach Geschichte an der Universität Osnabrück. Von 1993 bis 1999 war er Hochschuldozent für Geschichte der Frühen Neuzeit im Institut für Geschichte und historische Landesforschung an der Universität Osnabrück. 1998 wurde er zum außerplanmäßigen Professor ernannt. Von 2001 bis 2003 war er Gymnasiallehrer an der Humboldt-Schule in Wiesbaden. Von 2003 bis 2024 war er Leiter der Abteilung Schule und Erziehung im Bischöflich Münsterschen Offizialat Vechta. 

## Schriften (Auswahl)
- Die Hollandgängerei im Osnabrücker Land und im Emsland. Ein Beitrag zur Geschichte der Arbeiterwanderung vom 17. bis zum 19. Jahrhundert (= Emsland, Bentheim. Beiträge zur Geschichte. Band 3). Verl. der Emsländischen Landschaft, Sögel 1987, ISBN 3-925034-11-0 (zugleich Dissertation, Osnabrück 1986).
- Unser Landkreis Emsland. Ein Arbeitsbuch für den Sachunterricht für das 3. und 4. Schuljahr. Aschendorff, Münster 1991, ISBN 3-402-02632-5.
- Kulturführer des Landkreises Emsland. Baudenkmale. Landkreis Emsland, Meppen 1993, ISBN 3-930365-00-6.
- Bevölkerung und soziale Schichtung im nördlichen Emsland vom 17. bis zum 19. Jahrhundert. Versuch einer Quantifizierung im Vergleich dreier Jahrhunderte (= Emsland, Bentheim. Beiträge zur Geschichte. Band 10). Verl. der Emsländischen Landschaft, Sögel 1994, ISBN 3-925034-24-2 (zugleich Habilitationsschrift, Osnabrück 1992).
- Unsere Stadt Osnabrück. Ein Arbeitsbuch für den Sachunterricht für das 3. und 4. Schuljahr. Aschendorff, Münster 1997, ISBN 3-402-02663-5.
- als Herausgeber mit Hermann von Laer: Die Stadt – Lebensraum und Lebensform  (= Vechtaer Universitätsschriften. Band 19). Lit, Münster 1999, ISBN 3-8258-4322-X.
- als Herausgeber: Schule – Lehrerausbildung – Universität. Studien zur Bildungsgeschichte. Festgabe zur Emeritierung von Alwin Hanschmidt (= Schriften des Instituts für Geschichte und Historische Landesforschung. Band 11). Eiswasser-Verlag, Vechta 2004, ISBN 3-924143-43-9.
- als Herausgeber mit Joachim Kuropka: Westfälisches aus acht Jahrhunderten. Zwischen Siegen und Friesoythe – Meppen und Reval. Festschrift für Alwin Hanschmidt zum 70. Geburtstag. Aschendorff, Münster 2007, ISBN 3-402-12744-X.
- als Herausgeber mit Michael Hirschfeld, Wilfried Kürschner, und Franz-Josef Luzak: Im Anfang war Fürstenberg – Biografisches und Erinnertes. Liber Amicorum für Alwin Hanschmidt zum 75. Geburtstag (= Vechtaer Universitätsschriften. Band 30). LIT Verlag, Berlin u. a. 2013, ISBN 978-3-643-12405-0.